# تيد هووك
تيد هووك (بالإنجليزية: Ted Hook)‏ هو موظف مدني أسترالي، ولد في 3 أبريل 1910، وتوفي في 2 أبريل 1990 في Benowa, Queensland ‏ في أستراليا.